# Eilfriede Berbalk
Eilfriede Berbalk (* 30. November 1900 in Wien; † 12. Februar 1987 in Senftenberg/Krems) war die erste österreichische Silberschmiedemeisterin. Sie wurde bei der Wiener Werkstätte ausgebildet, arbeitete als selbstständige Unternehmerin sowie als Fachlehrerin.

## Leben und Werk
Eilfriede (auch Elfriede) Berbalk war die Tochter von Stefanie Berbalk, geborene von Kerczmar, und dem Ingenieur Franz Berbalk.
Sie hätte gern Architektur studiert. Dies war in Österreich für Frauen aber erst ab 1919 möglich und ein Auslandsstudium kam so kurz nach dem Krieg nicht in Frage. Deshalb absolvierte sie von 1918 bis 1920 eine Ausbildung an der Kunstschule für Frauen und Mädchen in Wien. Der dortige Metallkurs bei Georg Klimt war der Anlass, von 1920 bis 1922 eine Ausbildung zur Silberschmiedin in der Wiener Werkstätte (WW) zu beginnen. Sie schloss die Lehre mit dem Gesellenbrief ab und arbeitete danach noch als Mitarbeiterin der WW. Wirtschaftliche Schwierigkeiten führten zu ihrer Entlassung 1924 und dem Entschluss, sich selbständig zu machen. Ihre Meisterprüfung absolvierte sie erfolgreich als erste Frau in Österreich. Von 1924 bis 1980 betrieb sie eine eigene Werkstatt in der Gersthofer Straße 102 im 18. Bezirk.

„Unverkennbar tritt im Tafelschmuck, wie auch in allen anderen Sächelchen die Liebe der Meisterin zur Linie zutage. Aber auch ihr Schönheitsempfinden, ihr unbeirrbarer Instinkt für das Zweckmäßige. Eilfriede Berbalk experimentiert gern. Doch sucht und hascht sie nach Absonderlichkeiten, verliert sich niemals ins Phantastische. Fest und sicher steht sie auf einem von Kunst und Handwerk gedüngten realen Boden, auch wenn sie, von einer neuen kunsthandwerklichen Idee beherrscht, sich an ihre oft schwierige Verwirklichung wagt. Deshalb ist alles, was ihre Werkstätte verläßt, wohl durchdacht, durchfühlt, erprobt, genau und solid gearbeitet, edel gestaltet. Niemals eine Wiederholung, ein Anlauf zur Erzeugung von Massengut. Immer Neues, Eigenstes, Vollendeteres, das in jedem Raum, bei jeder Benützung lebendig wirkt und mit dem Zauber der Erlesenheit umspinnt.“

Sie beschäftigte anfangs eine Studienkollegin und bildete als Meisterin rund 40 ausschließlich weibliche Auszubildende aus. Sie wollte damit ganz bewusst die Frauen in diesem Beruf fördern. Ihr Engagement für die Sache der Frau zeigte sie auch bei einer Geldspende von 5 Schilling an den Bund Österreichischer Frauenvereine für die Wiener Tagung des Internationalen Frauenrats.
In den Jahren 1922 bis 1955 war sie Lehrbeauftragte an der Kunstschule für Frauen und Mädchen, die sich ab 1926 Wiener Frauenakademie und ab 1942 Kunst- und Modeschule der Stadt Wien nannte. Ab 1923 leitete sie die dortige Metallklasse.

## Trivia
Ihre schwarz-rote Dobermannhündin Astarte von Hungelbrunn (D. P. 6257) erhielt auf der Sonderschau für österreichische Dobermannpintscher 1930 die Bewertung „sehr gut“ und damit das Rote Band.

## Ausstellungen (Auswahl)
- 1925: Exposition Internationale des Artes Décoratifs et Industriels Modernes in Paris[11]
- 1925: Deutsche Frauenkunst
- 1927: Weihnachtsausstellung, Österreichischer Werkbund
- 1928: Weihnachtsschau, Künstlerhaus Wien[12]
- 1928: Die neuzeitliche Wohnung, Österreichisches Museum für Kunst und Industrie, Wien
- 1928: Ausstellung der Wiener Frauenakademie[13]
- 1929: Das Bild im Raum, Wiener Frauenkunst, Österreichisches Museum für Kunst und Industrie, Wien[14]
- 1930: Internationale Ausstellung Monza
- 1930: Wie sieht die Frau, Wiener Frauenkunst[15]
- 1927/28, 1933: Wiener Frauenkunst, Österreichisches Museum für Kunst und Industrie, Wien
- 1930: Neue Burg
- 1930: Buch und Raum der Gegenwart[16]
- 1933: Ausstellungen anlässlich des Allgemeinen Deutschen Katholikentages in Wien[17]
- 1937: Exposition internationale des arts et techniques, Paris
- 1938: Wiener Frauenkunst im Burggarten[18]
- 1940: Weihnachtsschau in der Gaufrauenschaftsleitung[19]
- 1941: Ausstellung in Berlin[20][21]
- seit 1986: Dauerausstellung Gold- und Silberschmiedemuseum

posthum
- 2021: Die Frauen der Wiener Werkstätte, Museum für angewandte Kunst (MAK), Wien

## Arbeiten (Auswahl)
- 1925: Silberdosen[22]
- 1927: Zigarettendosen[23]
- 1929: Schale, Vase, Service in Silber[24]
- 1930: Kerzenleuchter[16]
- 1931: Gehämmertes Silbergeschirr[25]
- 1934: Schmuck[26]
- 1934: Silbertreibarbeit[26][27]

## Mitgliedschaften
- Österreichischer Werkbund
- Wiener Kunstgewerbeverein
- Wiener Frauenkunst
- 1. Juni 1935: Wahl in den Vorstand des Zentralverbandes bildender Künstler Österreichs[28]

## Auszeichnungen (Auswahl)
- 1925: Exposition Internationale des Artes Décoratifs et Industriels Modernes; Bronzemedaille
- 1930: Internationale Ausstellung Monza; Goldmedaille
- 1937: Exposition internationale des arts et techniques; Silbermedaille
- 1941: Dritter Preis gemeinsam mit dem Architekten Ceno Kosak für die Neugestaltung des Ehrenringes der Stadt Wien[29]

## Schriften (Auswahl)
- Mit Walter Frisch: Schmuck als Accessoires. In: Uhren, Juwelen, Fachzeitschrift der österreichischen Uhren- und Schmuckwirtschaft. 35/1967, S. 76.
- Mit anderen: Material und Form. Eine Betrachtung über Beruf und Arbeit des Gold- und Silberschmiedehandwerks. In: Uhren, Juwelen, Fachzeitschrift der österreichischen Uhren- und Schmuckwirtschaft. 35/1967, S. 77.